# Мироновка (Казахстан)
Миро́новка (каз. Миронов) — село у складі Тайиншинського району Північноказахстанської області Казахстану. Адміністративний центр Мироновського сільського округу.
Населення — 520 осіб (2021; 573 у 2009, 705 у 1999, 407 у 1989).
Національний склад станом на 1989 рік:
- українці — 37 %
- німці — 21 %.